# Cor Claverià l'Aliança de Lliçà d'Amunt
El Cor Claverià l'Aliança és una entitat cultural de Lliçà d'Amunt fundada el 1916.
Els orígens d'aquesta entitat de cant coral es remunten a l'any 1916, quan el municipi comptava amb l'Orfeó Llissaní. Després, el 1928, l'orfeó va derivar en la Secció Coral Societat L'Aliança, que va passar per diferents etapes i que va acabar anomenant-se Associació Cor Claverià L'Aliança de Lliçà d'Amunt. L'any 1980, a l'Ateneu L'Aliança, també es va crear una secció de cant coral, anomenada Coral L'Aliança.
El 2018 va rebre la Creu de Sant Jordi.